# Ngỗng chân hồng

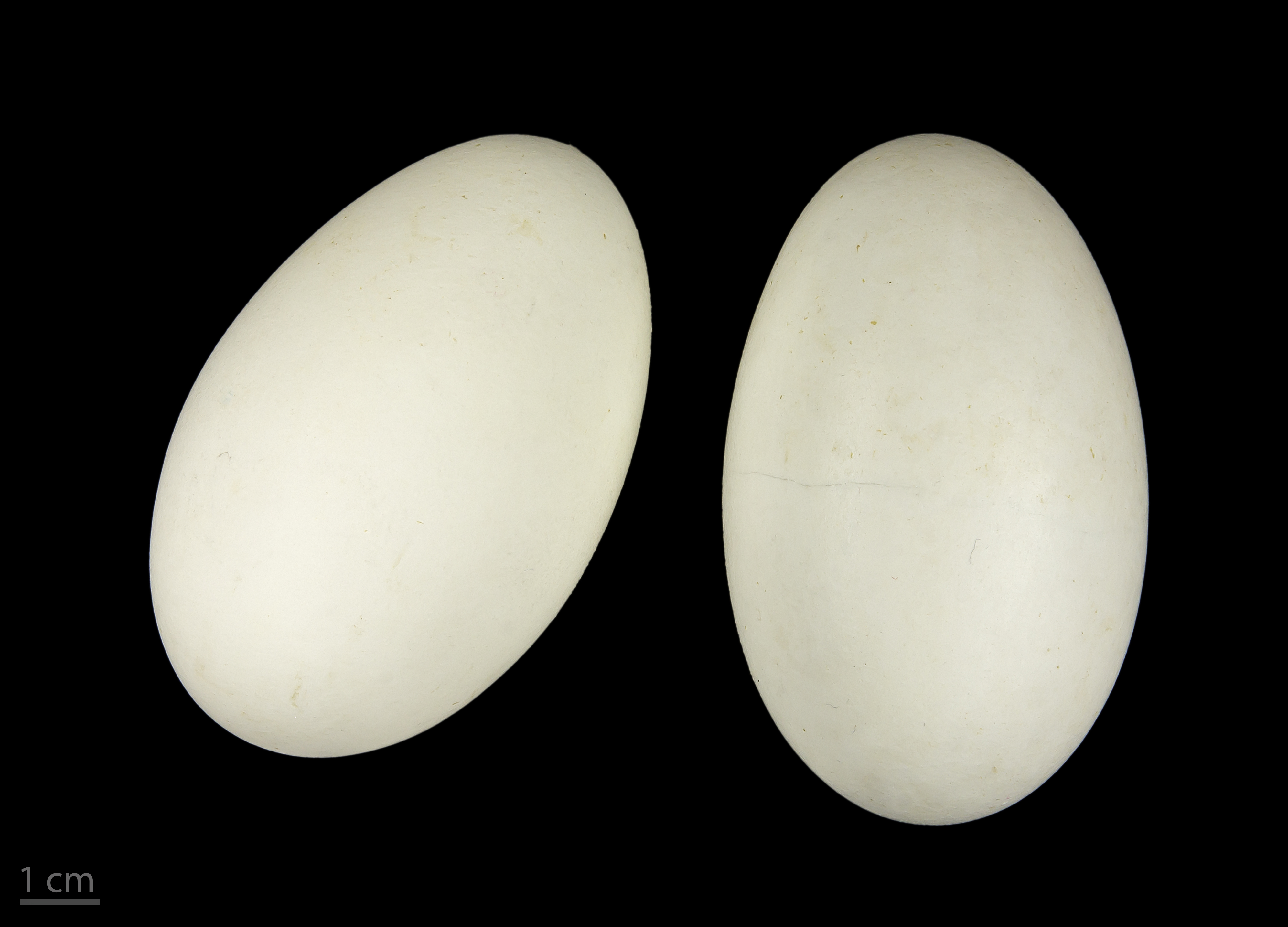
Anser brachyrhynchus

Ngỗng chân hồng (Anser brachyrhynchus) là một loài ngỗng sinh sản tại Greenland, Iceland và Svalbard. Nó là loài di cư, mùa đông sống ở tây bắc Châu Âu, đặc biệt là tại Đảo Anh, Hà Lan và miền tây Đan Mạch.
Nó là một loài ngỗng có kích thước vừa, dài 60–75 cm (24–30 in), sải cánh 135–170  (53–67 in) cm và nặng 1.8–3.4 kg (4–7.5 lbs). Có có một cái mỏ ngắn, có màu hồng sáng ở giữa và màu đen ở gốc và đầu. 